# Saint Kitts és Nevis-i labdarúgó-szövetség
A Saint Kitts és Nevis-i labdarúgó-szövetség (angolul: St. Kitts and Nevis Football Association) Saint Kitts és Nevis nemzeti labdarúgó-szövetsége. 1932-ben alapították. A szövetség szervezi a Saint Kitts-i és a Nevisi labdarúgó-bajnokságot, működteti a Saint Kitts és Nevis-i labdarúgó-válogatottat. 